# Bitwa pod Muye
Bitwa pod Muye (chiń. upr. 牧野之战; chiń. trad. 牧野之戰; pinyin Mùyě zhīzhàn) – bitwa stoczona w 1045 p.n.e. pod Muye, w pobliżu dzisiejszego miasta Xinxiang, prowincji Henan, w środkowych Chinach, między siłami dynastii Shang i koalicji, której przewodzili Zhou, pod wodzą przyszłego króla, Wu. Bitwa, zakończona pogromem sił Shang, była jednym z momentów zwrotnych w historii Chin, zwiastując upadek tej dynastii i zastąpienie jej przez dynastię Zhou.

## Tło historyczne
Według tradycyjnej historiografii lud Zhou miał zamieszkiwać tereny dzisiejszej prowincji Shaanxi, czyli zachodni skraj terytoriów zajmowanych przez ówczesne ludy sinickie; był to więc lud półbarbarzyński. Współczesne badania shangowskich napisów na kościach wróżebnych wskazują, że mogli oni jednak mieszkać dalej na wschód, nad rzeką Fen w dzisiejszym Shanxi. Z inskrypcji na kościach wiadomo, że Zhou było jednym z bliskich sąsiadów Shangów, w XII w. p.n.e. występującym na zmianę w roli przeciwnika lub sojusznika. Prawdopodobnie w następnych latach Zhou migrowali między Shanxi i Shaanxi, ale w 1053 r. p.n.e. rozpoczęli ofensywę na południowe Shanxi, pod wodzą króla Wena. Podbiwszy państwa Li i Yu (nad rzeką Qin, dopływem Huang He), zajęli pozycje umożliwiające im bezpośredni atak na stolicę Shangów, Anyang. Król Wen zmarł wkrótce po zdobyciu twierdzy Chong (prawdopodobnie dzisiejszy Luoyang), a władzę po nim przejął król Wu, który kontynuował operacje przeciw Shangom, w kolejnych kampaniach umacniając swą pozycję i gromadząc sprzymierzeńców.

## Kampania roku 1045 p.n.e
Król Wen poprowadził swoją armię do ostatecznego natarcia, przekraczając rzekę Żółtą, by ominąć góry Taihang stanowiące naturalną linię obrony Shangów. Konfederacja Zhou składała się z ludów Shu, Yong, Qiang, Mao, Wei, Lu, Peng i Pu. Według Zapisków historyka armia Zhou miała liczyć 45 tysięcy żołnierzy i 300 rydwanów bojowych. Rankiem dnia jiazi (oznaczenie dnia w sześćdziesięciodniowym cyklu, według którego ówcześnie liczono dni) armie Shang i Zhou starły się na równinie Muye.
Oddziały Zhou odniosły zdecydowane zwycięstwo militarne. Ostatni król Shangów, Di Xin, popełnił samobójstwo. Fakt, że bitwa miała rzeczywiście miejsce jest potwierdzony odkryciem wotywnego naczynia brązowego, odlanego zaledwie tydzień po zwycięstwie. Późniejsi konfucjańscy filozofowie przypisywali zwycięstwo Zhou wielkiej cnocie króla Wu, kontrastującej z moralną degrengoladą ostatniego władcy Shang, pomniejszając znaczenie realnej bitwy. Wojenne zwycięstwo koalicji Zhou nad Shang było interpretowane jako dowód, że Niebiosa przekazały nowemu władcy mandat legitymizujący panowanie następnej, bardziej godnej dynastii.
Pobitym Shangom przyznano jako lenno państwo Song, by mogli kontynuować kult swych królewskich przodków. Król Wu zmarł dwa lata po zwycięstwie, wcześniej podporządkowawszy sobie wschodnie połacie Niziny Północnochińskiej. Po jego śmierci doszło do kryzysu dynastycznego i rebelii potomków dynastii Shang, ale bracia króla Wu, w szczególności książę Zhou, regent małoletniego króla Chenga, stłumili powstanie, i po kolejnej kampanii na wschód, ostatecznie podporządkowali dynastii Zhou wschodnie ziemie, ustanawiając tam kolonie, które miały dać początek wielu państwom z okresu Królestw Walczących.

## Datowanie bitwy
W zależności od sposobu datowania, tradycyjnie przyjmowano rok 1122 lub 1027 (czyni tak np. Ray Huang) jako datę podboju Shang przez Zhou. Współczesne badania, łączące szeroki przegląd chronologii opartych o późniejsze dokumenty i historie, inskrypcje na brązach wykonane we wczesnym okresie Zhou i wreszcie wyliczenia astronomiczne koniunkcji planetarnych opisywanych w kronikach, pozwoliły dość precyzyjnie określić datę starcia na 1045 r. p.n.e. (rok 1046 też jest prawdopodobny).